# پومپو قاصا
پومپو قاصا (به اسپانیایی: P'umpu Q'asa) یک کوه در پرو است که در Peru, Arequipa Region, La Unión Province, Peru واقع شده‌است. پومپو قاصا ۵٬۱۶۹ متر بالاتر از سطح دریا واقع شده‌است.